# Campeonato Dinamarquês de Patinação Artística no Gelo de 2017
Campeonato Dinamarquês de Patinação Artística no Gelo de 2017 foi a septuagésima segunda edição do Campeonato Dinamarquês de Patinação Artística no Gelo, um evento anual de patinação artística no gelo onde os patinadores artísticos competem pelo título de campeão dinamarquês nos níveis sênior, júnior e noviço. A competição foi disputada entre os dias 2 de dezembro e 4 de dezembro de 2016, na cidade de Vojens, Jutlândia do Sul.

## Eventos
- Individual masculino
- Individual feminino
- Dança no gelo

## Medalhistas
| Evento                        | Ouro                                            | Prata                                               | Bronze                    |
| Sênior                        |                                                 |                                                     |                           |
| Individual feminino detalhes  | Emma Frida Andersen                             | Emma Louise Jensen                                  | Malene Andersen           |
| Júnior                        |                                                 |                                                     |                           |
| Individual masculino          | Daniel Tsion                                    | Nikolaj Mølgaard Pedersen                           | Linus Colmor Jepsen       |
| Individual feminino           | Josephine Kaersgaard                            | Cecilie Kongsbak Dreier                             | Jane Iskov                |
| Dança no gelo                 | Leonora Colmor Jepsen Linus Colmor Jepsen       | Marine Annie Chantal Bertau Rafael Marc Drozd Musil | nenhum outro competidor   |
| Dança no gelo (solo feminino) | Caroline Saur Eilsø                             | nenhuma outra competidora                           | nenhuma outra competidora |
| Noviço                        |                                                 |                                                     |                           |
| Individual masculino          | Frederik Alexander Schlüter                     | Lucas Strzelec                                      | nenhum outro competidor   |
| Individual feminino           | Maia Sørensen                                   | Louise Vestergaard                                  | Annika Skibby             |
| Dança no gelo                 | Amalie Salvie Dahl Hansen Emil Malthe Eilertsen | Anna Beier Jørgensen Tobias Danielsen               | nenhum outro competidor   |
| Dança no gelo (solo feminino) | Lærke Danielsen                                 | Charlotte Jensen                                    | Josefine Filtenborg       |

## Resultados

### Sênior

#### Individual feminino
| Pos.              | Nome                | Pontos | PC        | PL        |
| ----------------- | ------------------- | ------ | --------- | --------- |
| Medalha de ouro   | Emma Frida Andersen | 101.73 | 32.07 (2) | 69.66 (1) |
| Medalha de prata  | Emma Louise Jensen  | 91.09  | 30.34 (3) | 60.75 (2) |
| Medalha de bronze | Malene Andersen     | 86.97  | 33.58 (1) | 53.39 (3) |